# Onthophagus nicobaricus
Onthophagus nicobaricus é uma espécie de inseto do género Onthophagus, família Scarabaeidae, ordem Coleoptera.

## História
Foi descrita cientificamente por Biswas, Chatterjee & Sengupta em 1999.